# L'Île de Sakhaline
L’Île de Sakhaline. Notes de voyage est le compte rendu que rédige Anton Tchekhov après son séjour à Sakhaline en été 1890. Sa publication ne commence qu'en octobre 1893 dans la revue La Pensée russe et dure jusqu'en juillet 1894. La censure tsariste n'autorise la mise en vente de l'ouvrage qu'en juin 1895. Il porte presque exclusivement sur les affreuses conditions d’existence des bagnards relégués dans cette île de l’Extrême-Orient russe à la fin du XIXe siècle.

## Le voyage

### Le projet
Les raisons qui poussèrent Anton Tchekhov à entreprendre un voyage dans la lointaine Sakhaline ne sont pas clairement connues. Les explications avancées sont nombreuses, contradictoires et peu convaincantes.
Selon ce qu'écrit Tchekhov à certaines connaissances, il entreprend son voyage pour payer sa dette à la médecine, qu'il aurait par trop négligée. « Je veux simplement écrire cent ou deux cents pages et payer ainsi ma dette envers la médecine, à l'égard de laquelle je me comporte, vous le savez, comme un vrai porc... Je suis ukrainien et déjà j'ai commencé à m'adonner à la paresse. Il faut se mater,. »
Ailleurs, l'auteur affirme qu'il est motivé par le souci qu'il a de la santé des bagnards. L'Empire russe n'a en effet aucun intérêt d'aucune sorte pour sa population carcérale.
Les ennemis de Tchekhov ont prétendu que l'auteur voulait ainsi imiter Fiodor Dostoïevski et ses Souvenirs de la maison des morts. L'écrivain Lydia Avilova a prétendu qu'Anton avait fui à Sakhaline par dépit amoureux. La vraie nature des relations de Tchekhov et d'Avilova reste encore sujet à débat. Tchekhov lui-même a eu quelques boutades dans ce sens, mais à propos d'une autre jeune femme...
Le projet paraît d'autant plus aventureux que les conditions de déplacement étaient extrêmement précaires et pénibles. L'écrivain, pourtant en mauvaise santé, les avait-il sous-estimées ? De plus, Tchekhov, qui a eu quelques contacts avec l'administration pétersbourgeoise à ce sujet, n'a obtenu ni mandat, ni même simple autorisation. Quand il arrive à Sakhaline au début juillet 1890, il redoute de se faire refouler de l'île.

### L'aller
Tchekhov quitte Moscou en train le 21 avril 1890. À Iaroslavl, il embarque sur un bateau sur la Volga puis la Kama. Le voyage se poursuit en train de Perm à Tioumen. Puis en voiture à cheval, dans des conditions très difficiles. Arrivé sur le fleuve Amour, il embarque sur plusieurs caboteurs et arrive à Nikolaïevsk-sur-l'Amour le 5 juillet 1890. Il traverse la Manche de Tartarie, le bras de mer séparant l’île du continent sur le navire MS Baïkal. Ce voyage fera l'objet du livre Notes de Sibérie.

### Le séjour
Tchékhov séjourne à Sakhaline du 5 juillet au 13 octobre 1890, soit un peu plus de trois mois.

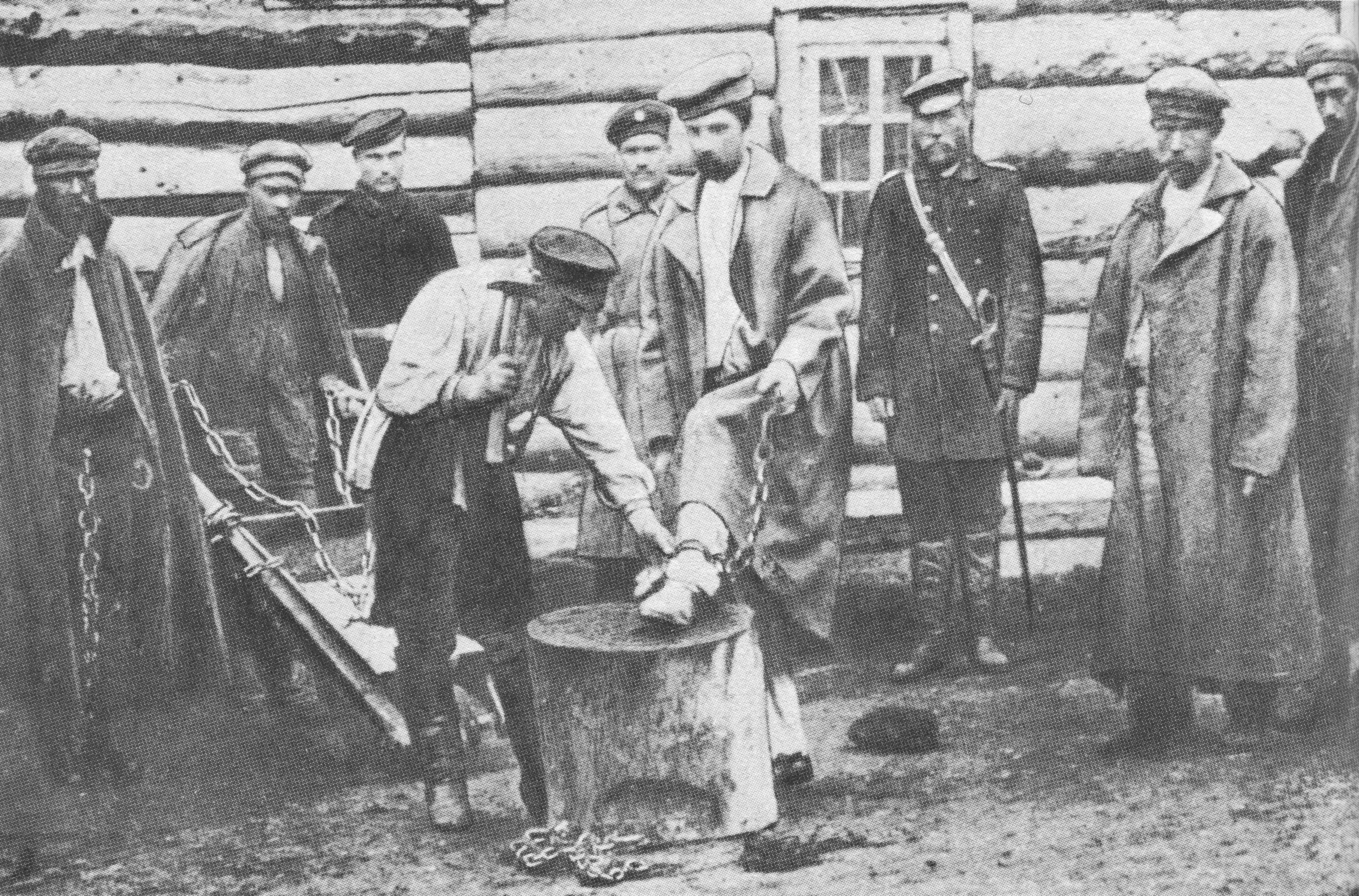
Les bagnards mis aux fers ; photographie jointe au rapport de Tchékhov, 1890

### Le retour
Autant l'aller a été pénible, autant le retour s'apparente à un voyage d'agrément. Tchekhov fait d'abord escale à Vladivostok. En raison du choléra qui y sévit alors, le voyage évite cependant le Japon. Le voyage passe par Hong Kong, Singapour, Ceylan, où l'écrivain connaît quelques aventures sexuelles, dont il se vantera auprès de ses proches. Il y achète trois mangoustes, qui finiront au zoo de Moscou. L'itinéraire passe ensuite par la mer Rouge, le canal de Suez, Constantinople, la mer Noire... Tchékhov débarque à Odessa le 1er décembre 1890, où sa mère et son frère sont venus le chercher. Le 8 décembre 1890, l'écrivain est de retour à Moscou.

## Historique
L’Île de Sakhaline fut initialement publiée dans la revue La Pensée russe en 1893. L'auteur n’avait aucune autorisation officielle pour visiter les bagnes, il y alla en tant que correspondant du journal russe Temps nouveaux.

## Généralités sur l'île
L'île a été visitée en 1805 par Johann Adam von Krusenstern en mission pour le tsar. Il découvre le peuple autochtone des Aïnous qu'il décrit comme « un peuple doux, modeste, bienveillant, confiant, sociable, poli, respectueux du bien d’autrui, franc qui ne supporte pas la duperie, des qualités aussi rares, dont le mérite ne revient qu’à la nature, et non à l’élévation morale d’un éducateur, ont éveillé en moi la sensation que je considérais cette peuplade comme supérieure à toutes celles que j’ai connues à ce jour. »
Par un accord de 1867, l’île est la propriété conjointe de la Russie et du Japon. En 1875 les Japonais abandonnent leur droit sur l’île en échange des îles Kouriles, en effet les Japonais ne voulaient pas annexer l'île, seule la pêche les intéressait.
Le climat est rude, le relevé des températures prises de 1880 à 1890 indique, de novembre à mars de -5 à -19 °C et en été de +11 à +17 °C, des pluies un jour sur deux, il peut se passer plusieurs semaines sans soleil. La seule richesse de l'île est la pêche, il y a en 1890 énormément de saumons qui remontent les rivières et une quantité phénoménale de harengs qui passent devant l’île en avril.
La ville principale, Aleksandrovsk-Sakhalinski, compte trois mille habitants. Ils cultivent exclusivement la pomme de terre.

## Arrivée sur l’île et début de l’étude
Le premier contact avec les déportés est la rencontre avec un condamné qui débarque accompagné de sa fille de cinq ans. Cette pratique est admise et encouragée par l’administration, qui y voit un moyen de peupler l'île. La première ville visitée est Alexandrovsk. Le climat est rude, il s’arrête de neiger en mai et le soleil est rare l’été. Il rend visite aux autorités, le commandant de l’île, le général Kononovitch et le gouverneur général le baron Korff. Il leur dit qu’il n’est pas là pour un journal, aussi on lui donne un laissez-passer pour visiter toutes les prisons sauf à avoir contact avec les prisonniers politiques. Il constate rapidement que les forçats sont partout et servent de main d’œuvre gratuite.

## Recensement des bagnards
L’auteur commence une espèce de recensement des forçats. Il visite toute l'île et remplit dix mille fiches (elles sont actuellement conservées à la bibliothèque Lénine de Moscou). Ces fiches individuelles sont basées sur les déclarations des forçats eux-mêmes. De ce fait, elles sont souvent approximatives. L'écrivain est parfaitement conscient des limites de l'exercice (un travail de trois mois accompli par un homme seul) mais il relève qu'il n'existe encore rien de semblable, ce qui lui permet d'espérer que son travail aura quelque utilité.

### Modèle des fiches remplies par les bagnards
- 1re ligne : Nom du poste ou de la colonie.
- 2e ligne : Numéro cadastral de la maison.
- 3e ligne : Qualité du recensé : forçat, relégué, paysan proscrit, citoyen libre.
- 4e ligne : Prénom, patronyme, nom de famille + lien avec le propriétaire de l’isba.
- 5e ligne : Âge.
- 6e ligne : Religion.
- 7e ligne : Lieu de naissance.
- 8e ligne : Année d’arrivée sur l’île.
- 9e ligne : Profession ou occupation principale.
- 10e ligne : Niveau d’instruction. Pour éviter les erreurs, Tchekhov simplifie la question en : « Savez-vous lire[14] ? »
- 11e ligne : Situation de famille. – beaucoup de couples illégitimes ou en union libre, les autorités ne disent rien pour favoriser les naissances, donc le peuplement de l’île.
- 12e ligne : Recevez-vous des subsides de l’État ?

## Conditions de vie des bagnards
Le bagnard arrive sur l'île avec une condamnation aux travaux forcés. Après avoir purgé sa peine, il change de statut et devient « colon relégué », il est envoyé se fixer dans un endroit défini par l’administration locale. Cette dernière recherche sans arrêt des « nouveaux points de peuplement » pour les relégués. Après 10 ans (6 pour les femmes) de « colon relégué » on passe « paysan », on peut alors quitter l’île et s’installer en Sibérie à ses frais, mais il est interdit de retourner dans sa région d’origine. Comme tous veulent partir, il y a très peu d’habitants de longue date sur l’île.
Sauf problème de comportement du bagnard, le gouvernement local diminue généralement les peines de prison pour accélérer le peuplement de l'île.
En prison, les détenus ne portent ni chaînes ni uniformes, ils vaquent à leurs occupations dans les limites de la prison. L'auteur décrit les mesures d’hygiène, les lieux d’aisance qui sont d’une puanteur suffocante, l’organisation de la prison, de la vie des prisonniers, des relations entre prisonniers, par exemple le taux d’usure de 10 % par jour.
Toutes les administrations emploient un nombre important de prisonniers sans réelle nécessité. Le docteur chez qui l’auteur habitait employait à son domicile quatre prisonniers, un cuisinier, un portier, une femme de chambre et une fille de cuisine. Tel inspecteur des prisons avait huit personnes à son service. Bref, selon l’auteur, ce n’est plus du travail forcé ou l’on sert la collectivité, mais un retour vers le servage, où l’on sert un particulier.

## Les bagnards
Il y a sur l’île 25 femmes pour 100 hommes. Au début de l’existence du bagne, les femmes condamnées allaient, dès leur arrivée, servir dans une maison de tolérance.
Actuellement, elles sont réparties sur l’île, domestiques chez des fonctionnaires ou affectées comme femme à un paysan avec mariage dès l’arrivée au village. Les autorités promettent des femmes aux communautés de paysans ; globalement, ces femmes mariées de force sont contentes de leur sort et de leur nouveau mari. Elles pensaient faire des travaux forcés, elles se retrouvent ménagères dans une isba avec un mari qui se conduit bien. Leur faible nombre oblige les hommes qui ont une femme à avoir un comportement correct avec elles : s’ils les perdent, qui va coudre, faire à manger, etc. ?
En ce qui concerne les femmes qui suivent leurs maris condamnés, 697 cas en 1890, elles viennent par amour, pitié ou pour fuir le village et échapper à la honte. Quand elles arrivent elles pleurent nuit et jour. L'obsession est de trouver de la nourriture, beaucoup, sinon toutes se prostituent pour joindre les deux bouts, « en payant de son corps » pour des pièces de 10 kopeck. Les filles sont obligées de se prostituer dès l'âge de 14 ans.

## Extraits
- « L’exceptionnelle dureté des travaux de la mine tient dans l’ambiance, la bêtise et la malhonnêteté des gradés inférieurs, qui font qu’à chaque pas, les détenus ont à souffrir l’arrogance, l’injustice et le caprice. Les riches détenus prennent le thé, les pauvres travaillent et le surveillant trompe ses supérieurs[18]. »

### Éditions françaises
- Anton Tchékhov (trad. Lily Denis, préf. Roger Grenier), LÎle de Sakhaline : Notes de voyage, Paris, Gallimard, coll. « Folio » (no 3547), octobre 2012 (1re éd. 2001), 568 p., poche (ISBN 978-2-07-041891-6)
- Anton Tchekhov (préf. Sophie Lazarus), L'Île de Sakhaline, Grenoble, Éditions Cent Pages, 2003, 477 p. (ISBN 2-906724-45-9)
- Anton Tchékhov (trad. Louis Martinez), L'Amour est une région bien intéressante : Correspondance et Notes de Sibérie, Grenoble, Éditions Cent Pages, 2012, 5e éd., 102 p., poche (ISBN 978-2-916390-33-8)

### Étude
- Françoise Darnal-Lesné, Dictionnaire Tchekhov, Paris, L'Harmattan, 2010 (1re éd. 2010), 324 p. (ISBN 978-2-296-11343-5, présentation en ligne), « Sakhaline »